# St Mary-le-Bow

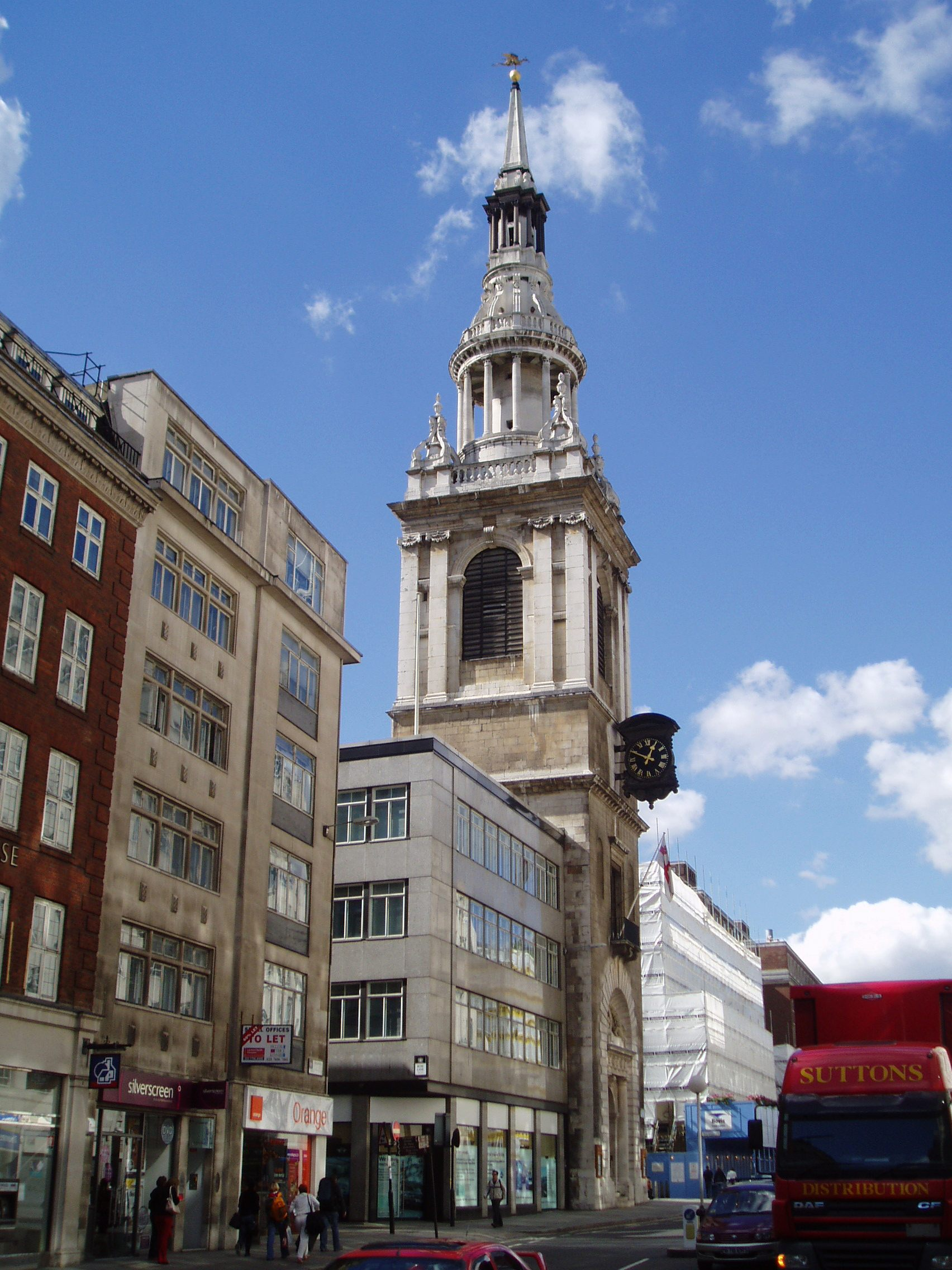
St Mary-le-Bow.

St Mary-le-Bow est une église du XVIIe siècle de la Cité de Londres, dans la rue Cheapside. L'église est connue pour ses cloches.
Des fouilles archéologiques ont montré qu'une église existait à cet emplacement dès l'époque saxonne. L'église est détruite en 1091 par une très forte tornade et reconstruite. Sous les Normands, elle prend le nom de St Mary de Arcubus (St Mary of the Arches). Les cloches de l'église, nommées Bow bells, se font entendre très loin et l'église est la plus grande de l'agglomération après la cathédrale Saint-Paul de Londres.
L’édifice est complètement détruit lors du grand incendie de Londres en 1666 et reconstruit par Christopher Wren, entre 1671 et 1673, avec un clocher ajouté en 1680. Le maître d’œuvre est Thomas Cartwright, un des entrepreneurs les plus en vue de l’époque.
Étymologiquement, un cockney (ou Bow-bell cockney) est défini comme une personne née à un endroit d'où on peut entendre sonner les cloches de l'église. C'est cette distance qui définissait les limites de la ville,.
L'église et ses cloches sont en grande partie détruites lors du Blitz le 10 mai 1941. La restauration du bâtiment a lieu à partir de 1956. Les cloches sont livrées en 1956 et sonnent de nouveau à partir de 1961. Le 4 janvier 1958, l'église est devenue monument classé de grade I . L'église est de nouveau consacrée en 1964.

## Description
L'église se trouve dans la rue Cheapside. Elle est dominée par sa flèche, qui est terminée en 1673. Sa hauteur est de 68 mètres (223 feet). En haut se trouve une girouette de la forme d'un dragon avec des croix sur les ailes, l'emblème de la Cité de Londres. Elle est ajoutée en 1674.
À l'intérieur, se trouve un buste d'Arthur Phillip, le fondateur de la cité australienne de Sydney. Se trouve aussi un mémorial aux membres de la résistance norvégienne qui sont morts dans la Seconde Guerre mondiale. Il est en deux parties ; un plaque commémorative et un relief de Saint Georges et le Dragon par Ragnhild Butenschøn.
Hors de l'église, se trouve une statue de John Smith de Jamestown, le fondateur de l'État de Virginie et ancien paroissien de l'église.

## Galerie

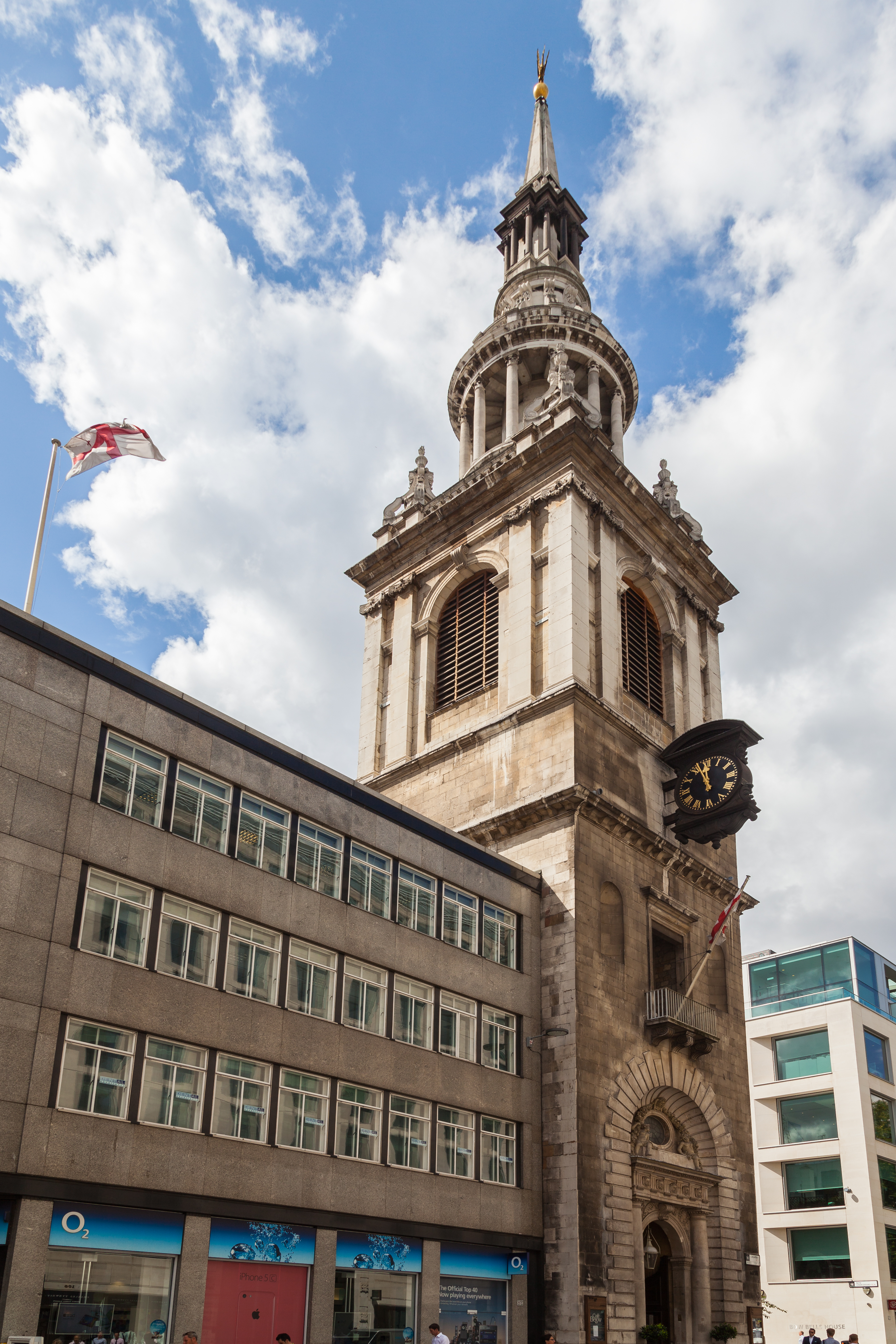
Bâtiment
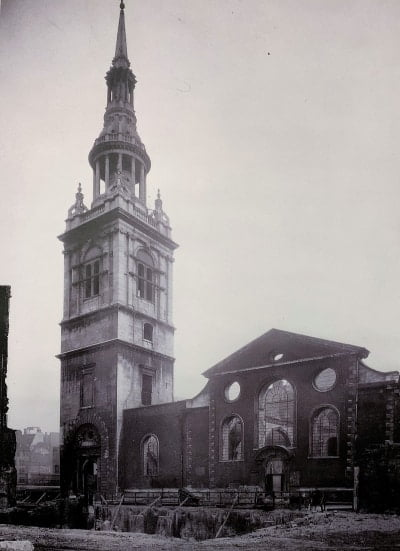
Après les bombardements de la Seconde Guerre mondiale
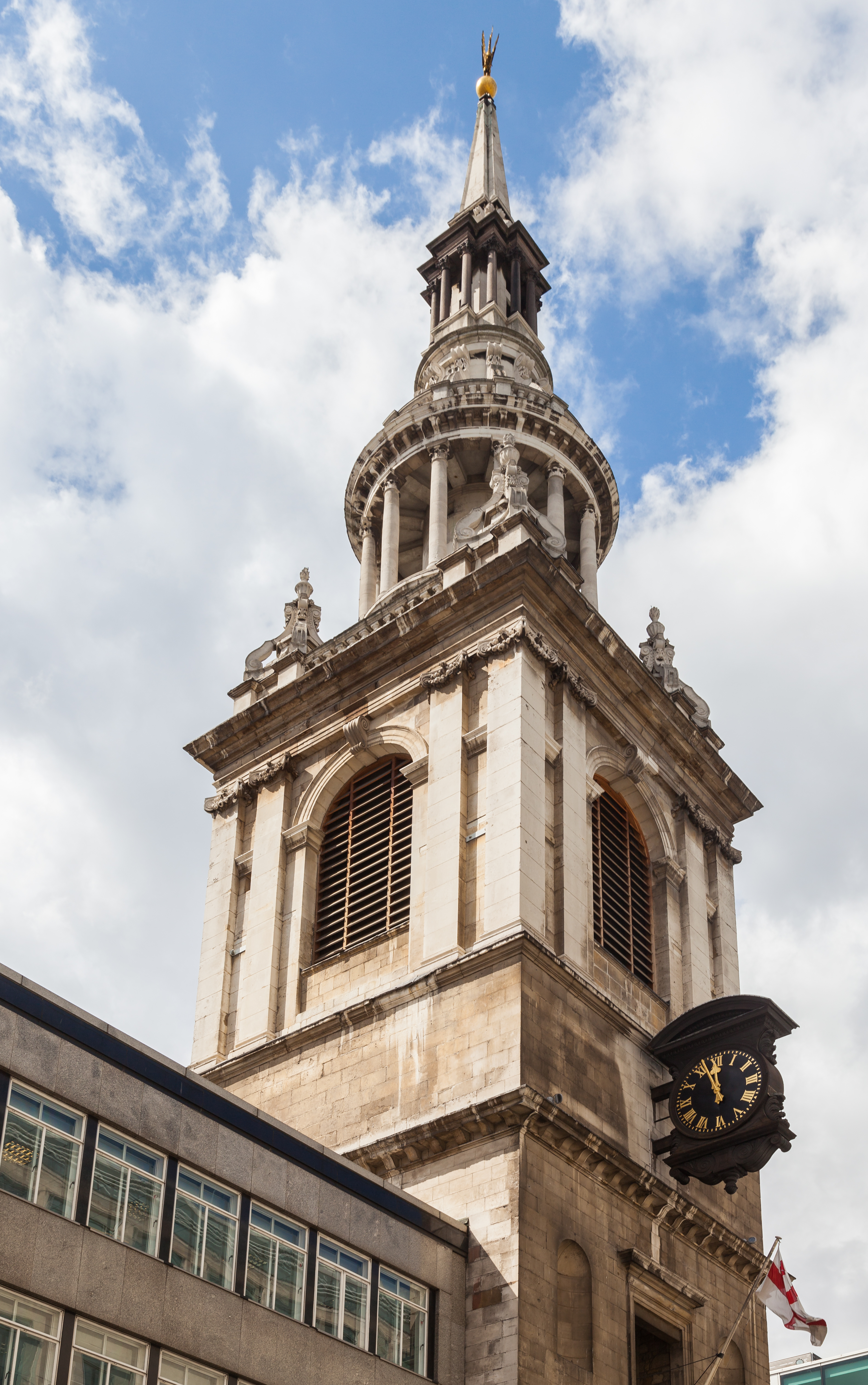
Détail de la flèche
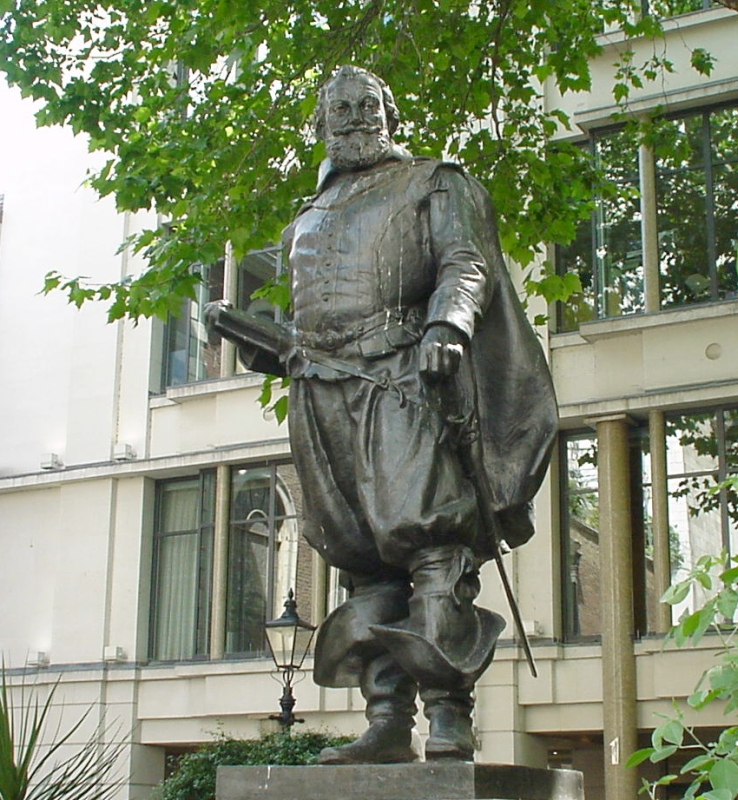
Statue de John Smith
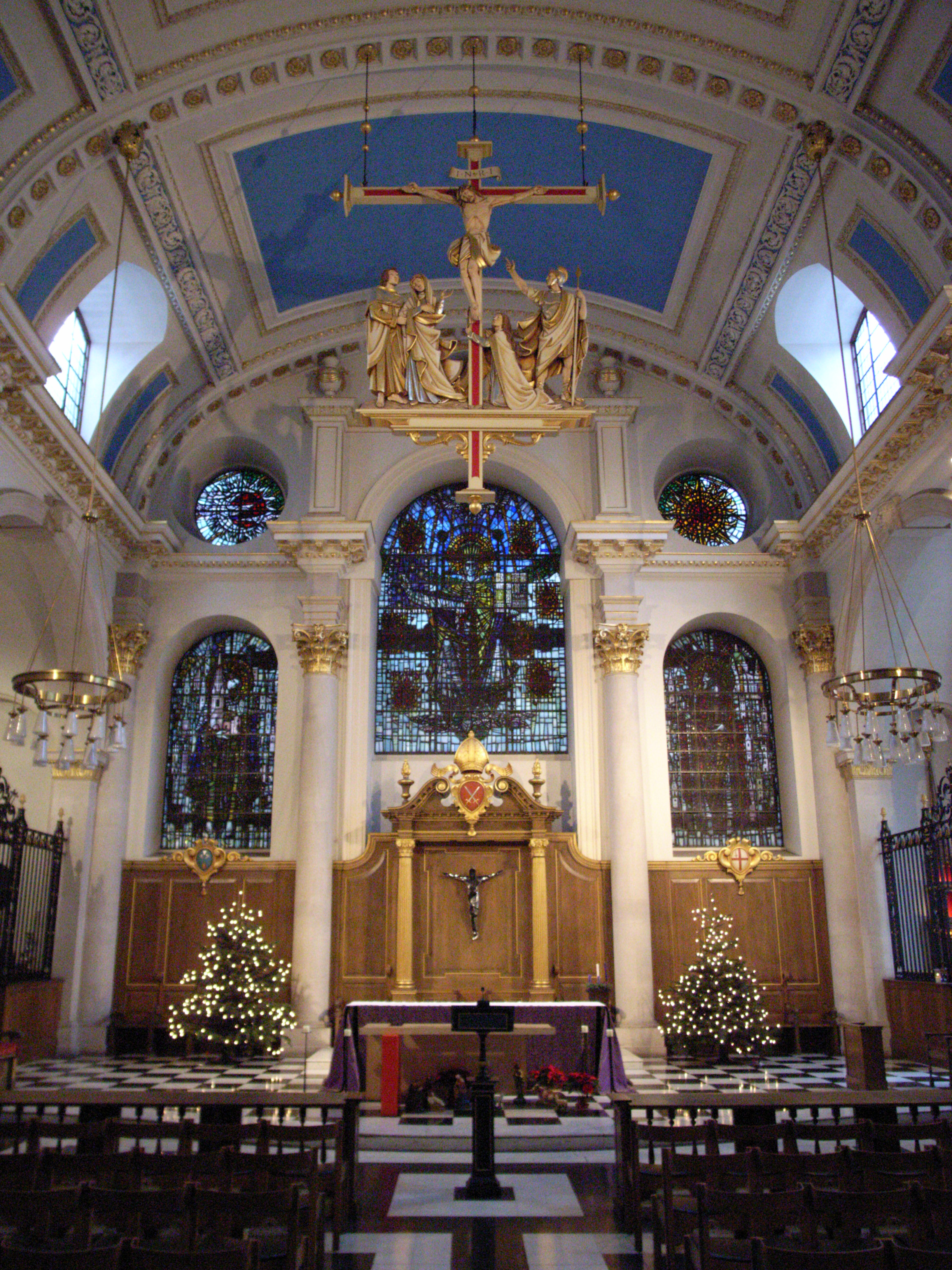
Autel
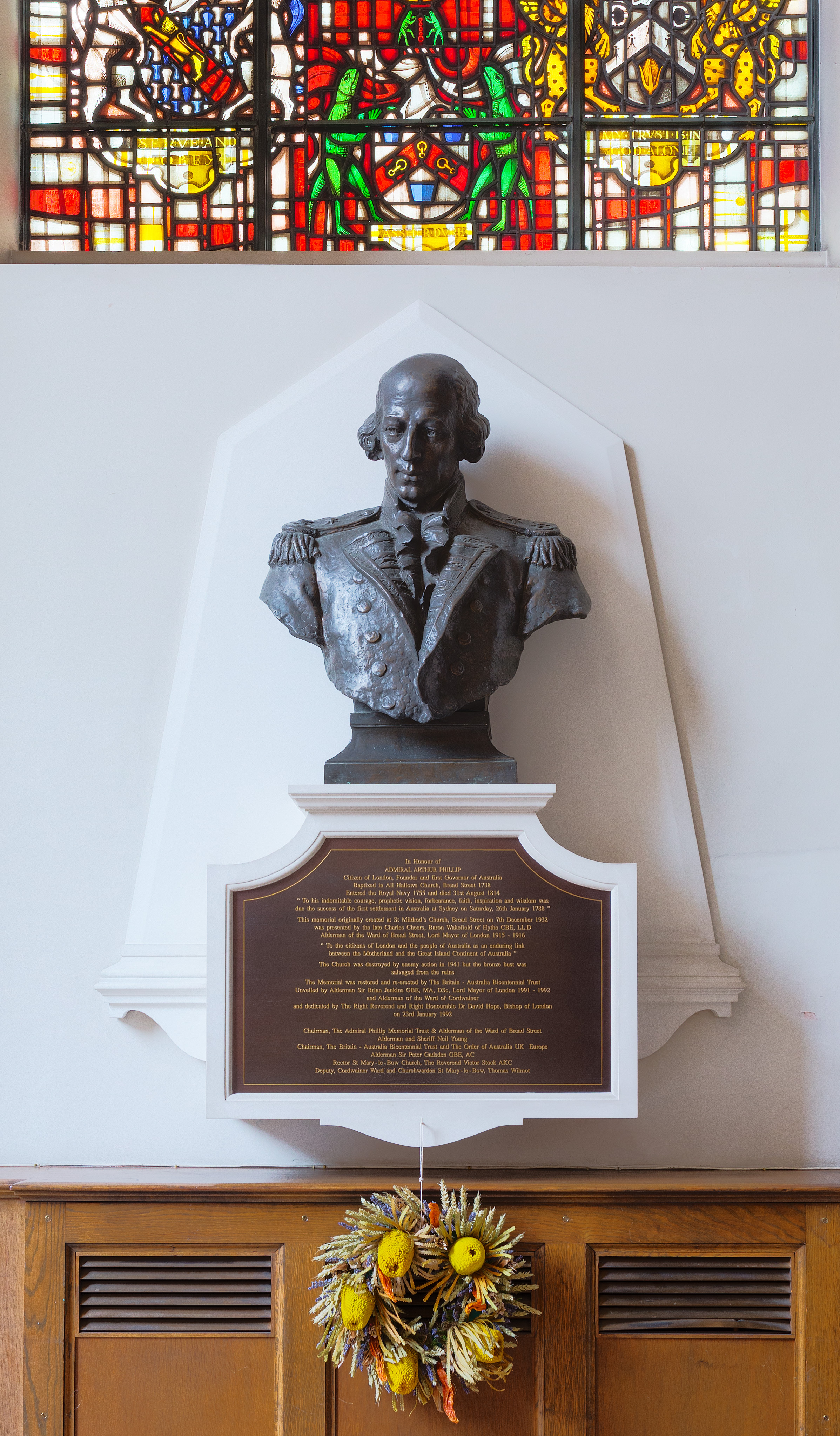
Buste d'Arthur Phillip
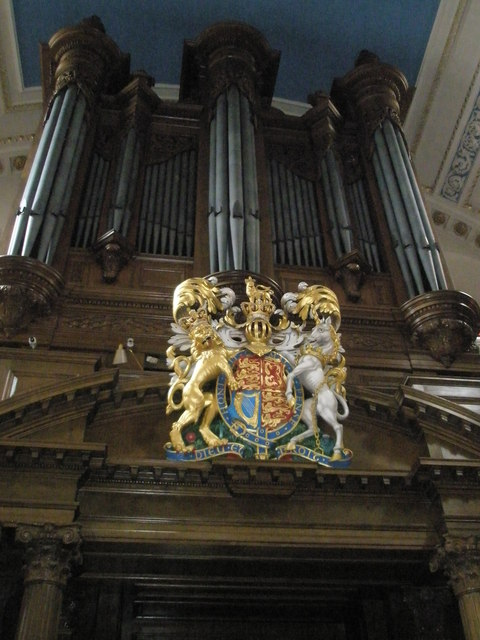
Orgue et armoiries royales
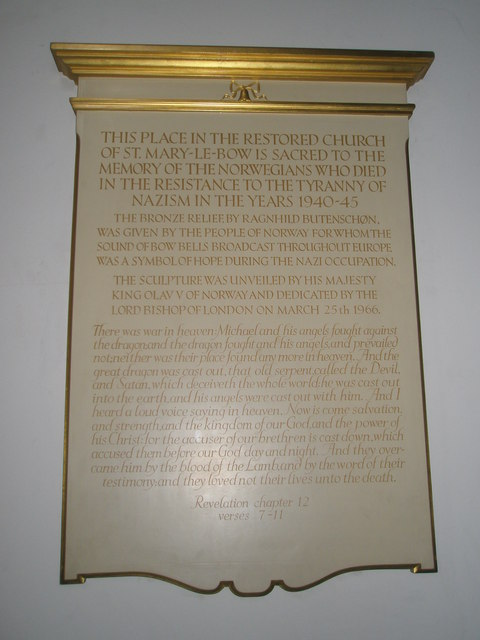
Monument de guerre norvégien
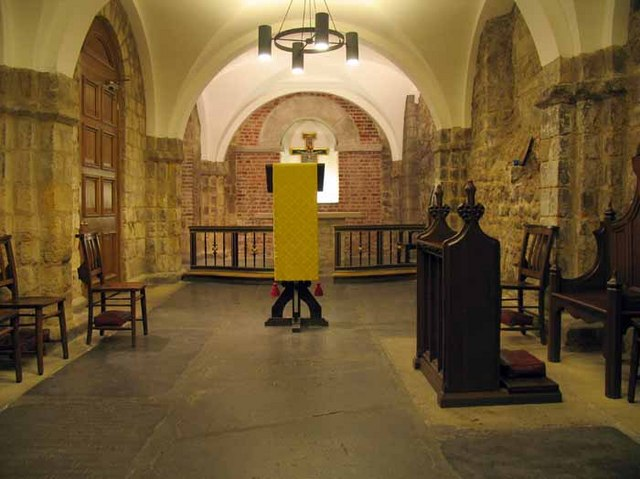
Crypte